# Umberto Lanciotti
Umberto Lanciotti (Forano, Rieti, Italia 1 de abril de 1894 - Follanica, 9 de junio de 1976) fue un anarquista italiano, integrante de lo que se llamó el anarquismo expropiador argentino.

## Biografía
Su padre era empleado ferroviario y por eso fue trasladado con la familia Sassoferrato. A los 19 años, Umberto Lanciotti emigró a Francia. De Francia se embarcó a Estados Unidos –por problemas de trabajo- y se estableció en Scranton, Pensilvania. 
Trabajó allí en una mina y en una refinería de carbón. Luego inició un largo recorrido por diversas ciudades norteamericanas trabajando en fábricas de automóviles o en bancos. No respondió al llamado a las filas en la Primera Guerra Mundial y fue declarado desertor. En Detroit actuó activamente en el campo anarquista. 
En junio de 1920, trabajó de camarero en el barco Andrea Costa, regresa a Génova y de allí a Loreto donde durante 7 meses trabaja como ferroviario. Se embarcó clandestinamente otra vez en el Andrea Costa y desembarcando en Inglaterra, donde vivió tres años y medio. 
En marzo de 1925 se embarcó en el Arlanza rumbo a Buenos Aires, donde trabaja como mesero en el restaurante de la tienda Harrods. Se pondrá en contacto de inmediato con los grupos antifascistas y con los anarquistas expropiadores, entre ellos Roscigna, Severino Di Giovanni y Emilio Uriondo. 
Con ellos actuó en numerosos actos de expropiación, en atentados dinamiteros, en la liberación de compañeros presos y falsificación de moneda. En Buenos Aires sufrió dos años de cárcel, y en 1933, fue acusado de quemar un coche para cobrar el seguro. Como represalia por su accionar, fue torturado y recibió palizas por parte de la policía de Rosario, pero no delató a ninguno de sus compañeros. 
Aunque no se le pudo probar ningún delito se le aplicó la Ley de Residencia y fue entregado al gobierno fascista de Benito Mussolini. En Italia estaba caratulado como anarchico pericoloso e attentatore. El 28 de diciembre de 1933, al ser entregado a los fascistas, lo condenaron a un año de cárcel por deserción. Cumplida esa pena, el 14 de febrero de 1935 fue condenado a tres meses de arresto por “contravenir las obligaciones del confinamiento”. 
El 29 de agosto de 1936, la Prefectura de Nápoles informaba que Lanciotti, en la colonia de confinamiento “ha observado mala conducta política agitando entre los confinados y no dando pruebas de ningún arrepentimiento”. 
El 5 de julio de 1937, fue trasladado de Ponza a Tremiti. El 8 de agosto de 1937 el consejo de disciplina lo condenó a diez días de arresto “haberse negado a hacer el saludo fascista en la formación”. Veinte días después se le aplicaron treinta días de arresto por el mismo motivo.
El 5 de octubre, otros treinta días y la reducción de subsidio a la mitad, siempre por no hacer el saludo fascista. 
Pero ya el 27 de octubre, el ministerio, había autorizado a aplicarle dos meses de detención “por obstinada negativa a hacer el saludo romano”. Por lo cual fue trasladado a la cárcel de Lucera. 
En el informe anual de Tremiti (31 de diciembre de 1937) se informaba que Lanciotti había demostrado “persistente adhesión a sus ideas subversivas adversas al régimen y las instituciones”. 
Luego, en su prontuario apareció una nota del 2 de febrero de 1939, de la prefectura de Foggia, donde se señalaba que durante “el tercer trimestre no ha dado arrepentimiento y ha conservado inalterables las propias ideas anarquistas, frecuentando la compañía de los elementos más peligrosos. Se lo vigila atentamente”. 
El 5 de marzo de 1939 fue trasladado a Bernalda (Matera) y el 30 de marzo fue devuelto a la colonia de Tremiti. 
El 31 de marzo de 1939 figura la última referencia a su conducta: “demuestra siempre conservar persistentemente sus ideas subversivas y no deja de instigar a sus similares instándoles a que se nieguen a cumplir con la obligación del saludo romano”.

"En 1975 visité en Italia al anciano Umberto Lanciotti, en compañía de Aurelio Chessa, curador del archivo Berneri, de Pistoia. Tuve con Lanciotti una larga y fructifera conversación. Seguía incorregible. Sus ojos chispeaban cuando recordaba sus andanzas con Severino Di Giovanni, Emilio Uriondo, Miguel Arcángel Roscigna y sus otros compañeros. Todavía soñaba con la revolución libertaria. Lanciotti fue reconocido como “víctima del fascismo” y recibió en ese sentido una pensión, su lucha había sido finalmente, reconocida."
Osvaldo Bayer

En una información policial italiana del 20 de febrero de 1935 se señala que Lanciotto “con sus sutiles exhortaciones y sus hábiles consejos ha influido obre el famoso ajusticiado Severino Di Giovanni, temperamento sugestionable y exaltado y decidido a llevar a cabo una serie de actos terroristas y criminales en los cuales estuvo casi siempre asistido materialmente y moralmente por el Lanciotti mismo. Y agrega: Lanciotti, experto mecánico y audaz conductor de auto, dotado de una sorprendente calma, aún en las circunstancias más difíciles, fue utilizado por la banda indicada en el maneja de vehículos, en la mutación de puestos y en las precipitadas fugas. Las pruebas de los asaltos donde intervino nunca pudieron ser reunidas en el juicio debido a la astucia nada común y el impenetrable silencio de sus compañeros de acción"